# Арарат (марз)
Арара́т (вірм. Արարատ) — область (марз) у Вірменії, на заході межує Армавіром, на північному заході з Єреваном, на півночі з Котайком, на сході з Гегаркуніком, на південному сході з Вайоц-Дзором, на півдні з Нахіджеваном (Азербайджан) та на південному заході з Туреччиною. Адміністративний центр — Арташат. Інші міста — Арарат, Веді, Масіс.

## Найвизначніші пам'ятки
- Монастир Хор Вірап
- Хосровський заповідник
- Двін — велике ремісничо-торгове місто

## Галерея

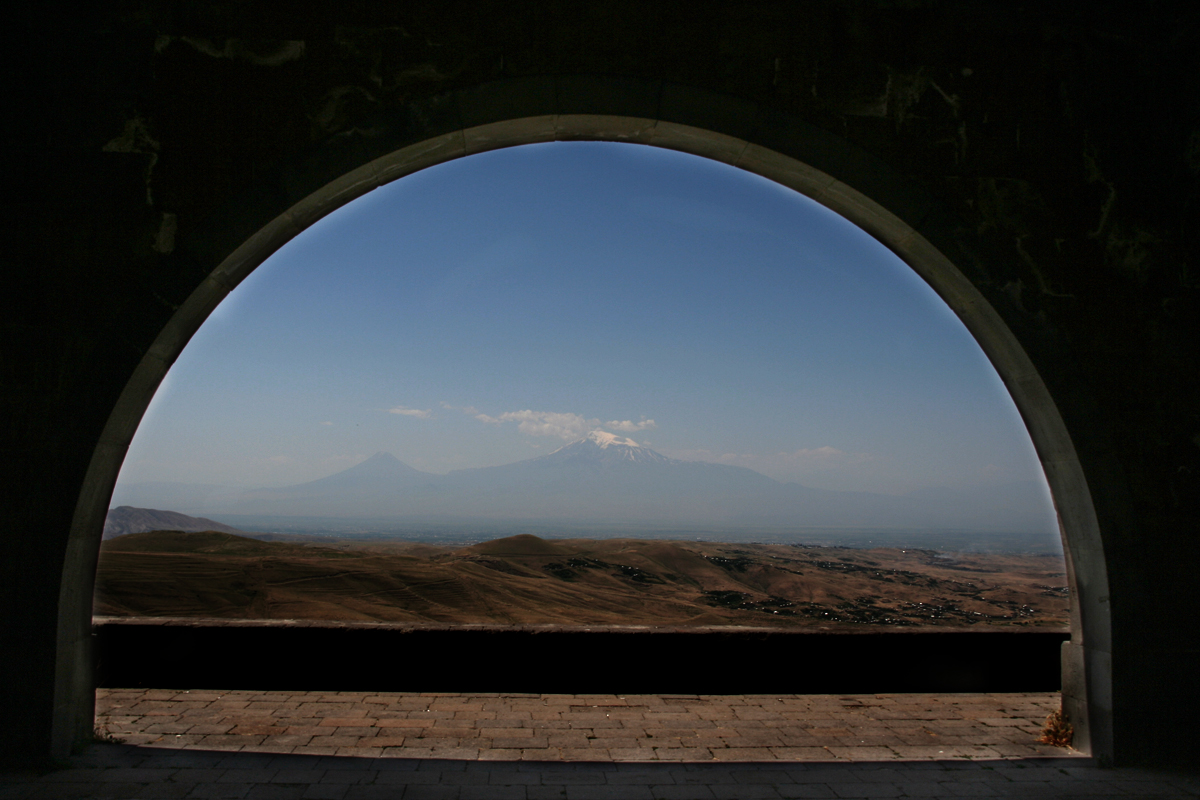
Великий та Малий Арарат (на задньому фоні), вигляд з Арки Чаренца
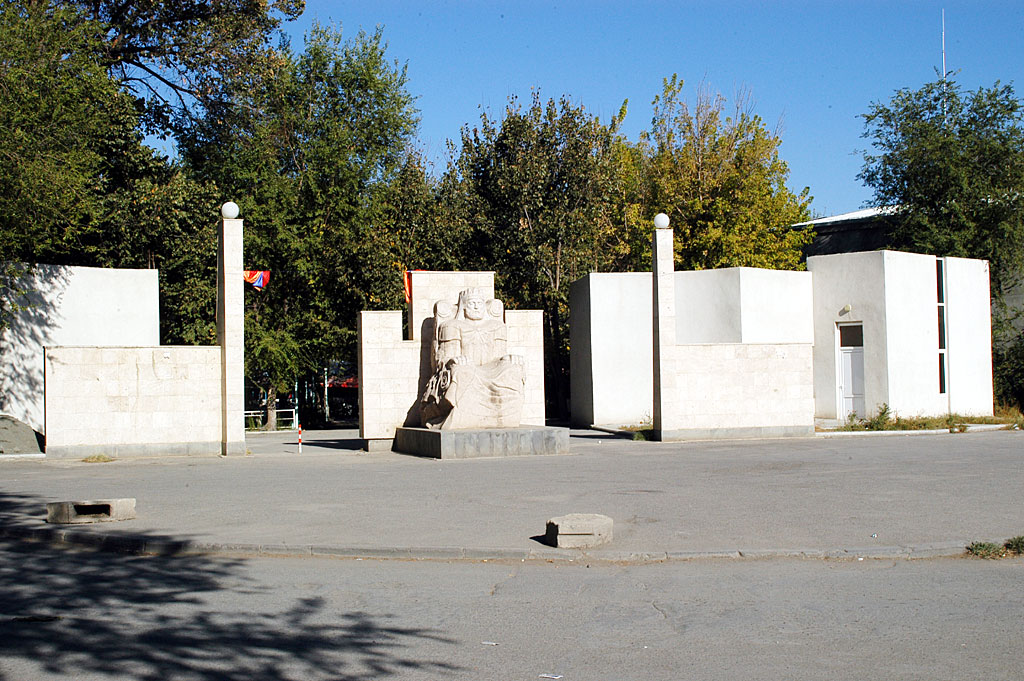
Пам'ятник Арташесу в Арташаті, стародавній столиці Вірменії
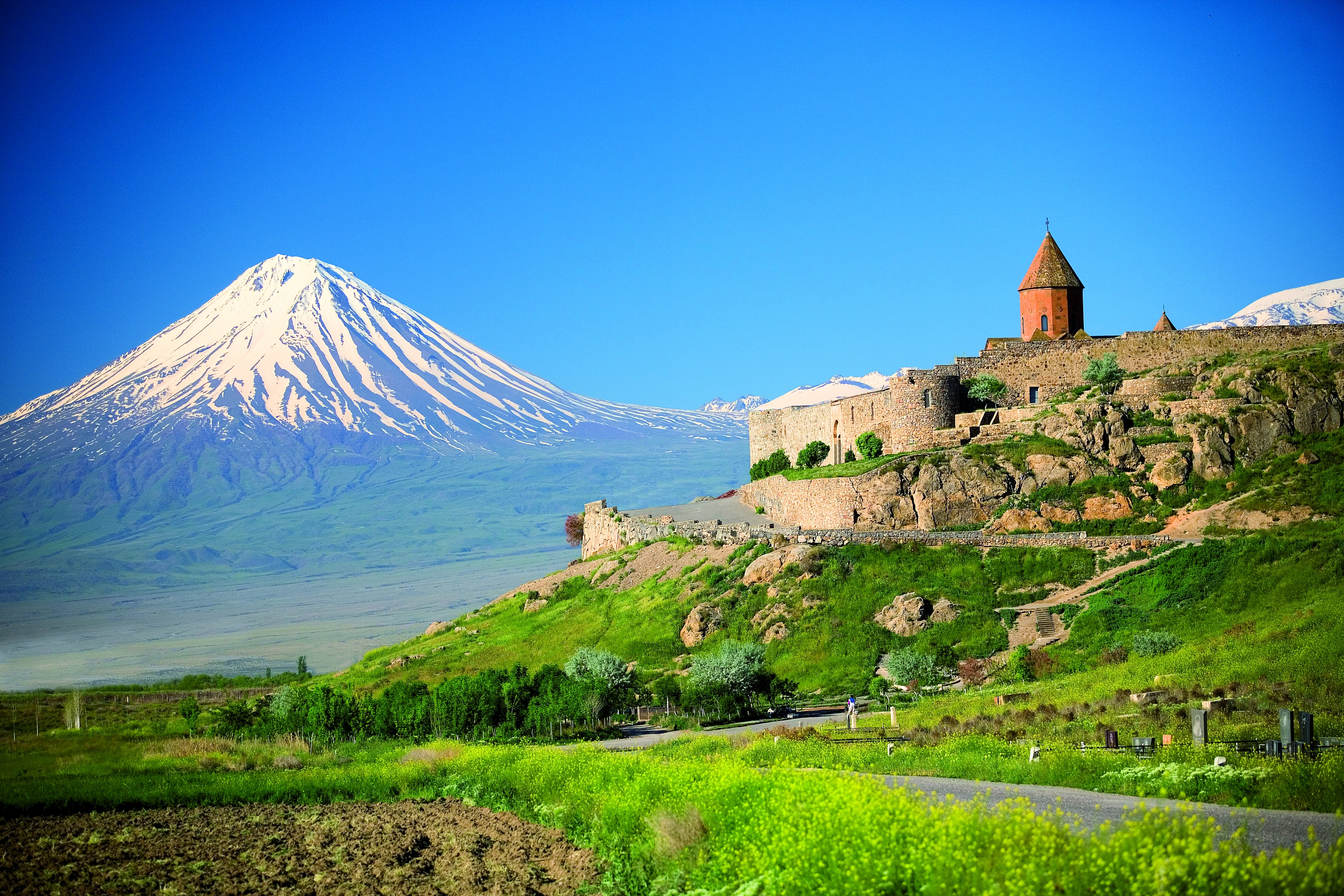
Монастир Хор Вірап, на задньому плані зліва можна побачити гору Малий Арарат
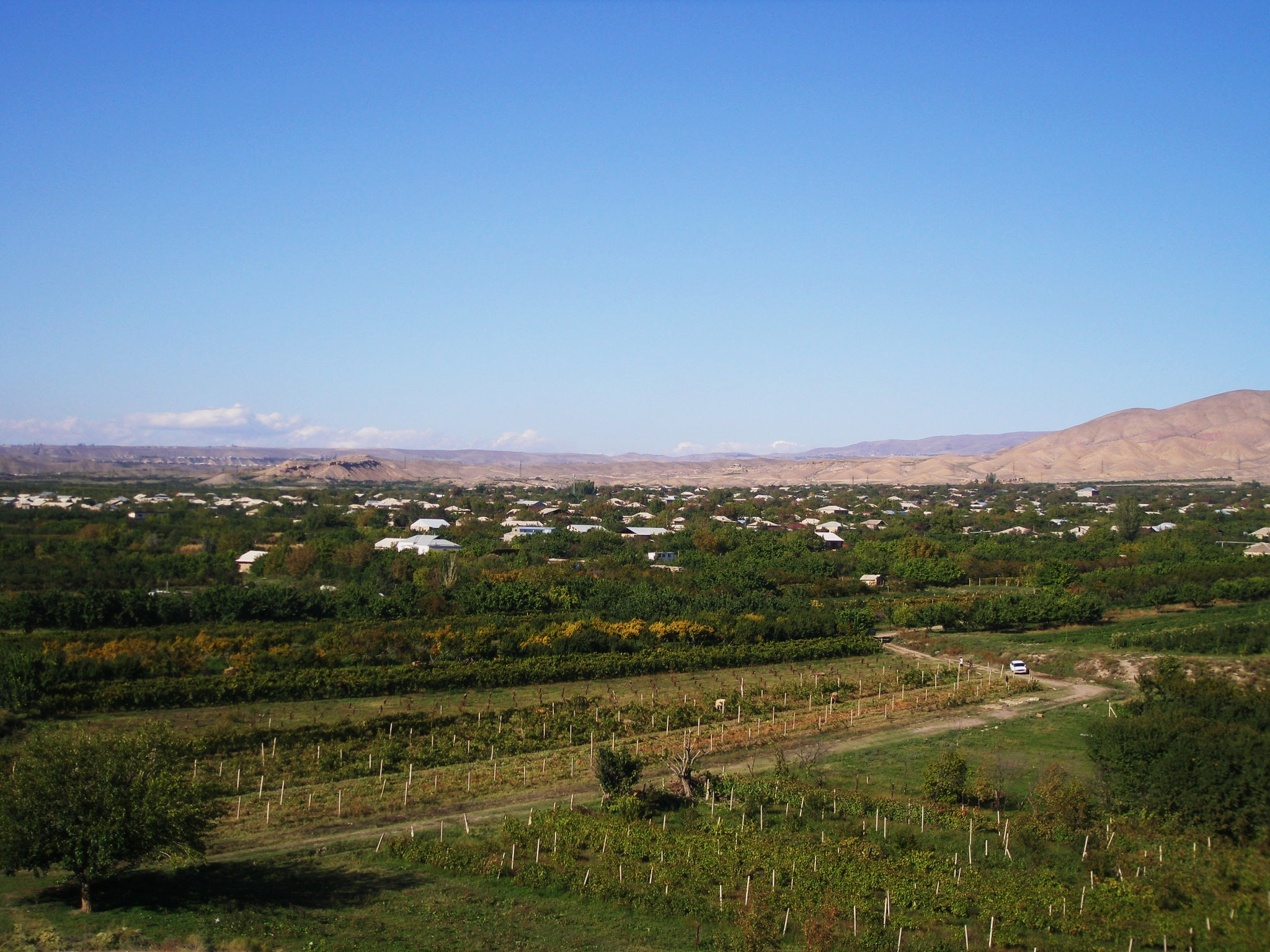
Араратська долина, село Двін (зліва) та Верін Двін (справа)

## Найбільші населені пункти
Міста з населенням понад 5 тисяч осіб:
| Назва міста | Населення, осіб (2010) |
| ----------- | ---------------------- |
| Арташат     | 25401                  |
| Масіс       | 22383                  |
| Арарат      | 20833                  |
| Веді        | 13578                  |
| Арарат      | 8190                   |
| Айнтап      | 7989                   |
| Нор Харберд | 6140                   |
| Воскетап    | 5363                   |
| Авшар       | 5116                   |
| Мхчян       | 5086                   |